# Фильтр Бесселя
Фильтр Бесселя — в электронике и обработке сигналов один из наиболее распространённых типов линейных фильтров, отличительной особенностью которого является максимально гладкая групповая задержка (линейная фазо-частотная характеристика). Фильтры Бесселя чаще всего используют для аудио-кроссоверов. Их групповая задержка практически не изменяется по частотам полосы пропускания, вследствие чего форма фильтруемого сигнала на выходе такого фильтра в полосе пропускания сохраняется практически неизменной.

## Передаточная функция
Передаточная функция фильтра Бесселя низких частот определяется следующим выражением:
{\displaystyle H(s)={\frac {\theta _{n}(0)}{\theta _{n}(s/\omega _{0})}},}
где {\displaystyle \theta _{n}(s)} — многочлен Бесселя, из-за чего фильтр и получил своё название;
{\displaystyle \omega _{0}} — частота среза.

## Пример
Дана передаточная функция низкочастотного фильтра Бесселя третьего порядка
{\displaystyle H(s)={\frac {15}{s^{3}+6s^{2}+15s+15}}}
с амплитудно-частотной характеристикой
{\displaystyle G(\omega )=|H(j\omega )|={\frac {15}{\sqrt {\omega ^{6}+6\omega ^{4}+45\omega ^{2}+225}}}}
и фазо-частотной характеристикой
{\displaystyle \phi (\omega )=-\mathrm {arg} (H(j\omega ))=-\mathrm {arctg} \left({\frac {15\omega -\omega ^{3}}{15-6\omega ^{2}}}\right)}
Групповая задержка такого фильтра:
{\displaystyle D(\omega )=-{\frac {d\phi }{d\omega }}={\frac {6\omega ^{4}+45\omega ^{2}+225}{\omega ^{6}+6\omega ^{4}+45\omega ^{2}+225}}}
Разложение групповой задержки в ряд Тейлора по степеням частоты:
{\displaystyle D(\omega )=1-{\frac {\omega ^{6}}{225}}+{\frac {\omega ^{8}}{1125}}+\cdots }
Из последнего выражения видно, что коэффициенты перед степенями {\displaystyle \omega ^{2}} и {\displaystyle \omega ^{4}} равны нулю, а перед более высокими степенями весьма малы, вследствие чего групповая задежка близка к единице на низких частотах.

## Сравнение с другими линейными фильтрами
Ниже представлены графики амплитудно-частотных характеристик некоторых наиболее распространённых линейных электронных фильтров 5-го порядка:
Фильтра Бесселя нет на рисунке, но он имеет наименьшую крутизну характеристики (ещё более пологую, чем фильтр Баттерворта), в то же время он не имеет пульсаций АЧХ ни в полосе пропускания, ни в полосе подавления.